# Phorbia tysoni
Phorbia tysoni este o specie de muște din genul Phorbia, familia Anthomyiidae, descrisă de Ackland în anul 1967.
Este endemică în Nepal. Conform Catalogue of Life specia Phorbia tysoni nu are subspecii cunoscute.